# Dziki (serial telewizyjny)
Dziki – polski serial komediowy w reżyserii Grzegorza Warchoła emitowany od 22 lutego do 9 maja 2004 roku w niedzielę o godz. 21.05.

## Opis fabuły
Bohaterem jest Dziki, człowiek, który zmęczony jest miejskim zgiełkiem, postanawia zamieszkać w domu w samym środku puszczy.
Jednak nie cieszy się długo spokojem: w jego życiu pojawi się dziewczyna Kasia, a w ślad za nią podąża jej były mąż oraz gangster „Ptasior”.

## Obsada
- Bogusław Linda – jako Andrzej „Ptasior” Ptaszyński
- Krzysztof Gosztyła – jako Tadeusz „Dziki”
- Agnieszka Włodarczyk – jako Magda Lipska, właścicielka baru
- Katarzyna Cichopek – jako Zosia Walczakowa
- Henryk Gołębiewski – jako tatuś Romusia
- Dariusz Toczek – jako Romuś
- Edward Żentara – jako Andrzej „Basior” Baszyński
- Paweł Deląg – jako Szwarc
- Anna Wendzikowska – jako Kasia
- Grzegorz Warchoł – jako Jan, komendant
- Klaudiusz Kaufmann – jako Stanisław Walczak
- Janusz Rewiński – jako szef mafii
- Katarzyna Łoska-Ostrowska – jako Ania Klonowicz, dziennikarka
- Zbigniew Suszyński – jako asystent ministra
- Ngoc Hai Bui – jako człowiek „Ptasiora”
- Ryszard Chlebuś – jako kierowca
- Mariusz Kiljan – jako weterynarz
- Piotr Borowski – jako „Bośniak”, płatny zabójca
- Michał Anioł – jako człowiek z centrali ABW
- Ewa Sałacka – jako szefowa Ani Klonowicz
- Jan Urbański – jako narkoman
- Dariusz Kordek – jako mecenas „Zicher”, mąż Kasi
- Karina Kunkiewicz – jako Jola, asystentka generała
- Ewa Hornich – jako klientka mecenasa
- Bogdan Kalus – jako Zawadowski, kierowca TIR-a z orzeszkami
- Stanisław Banasiuk – jako aukcjoner
- Mariusz Pilawski – jako generał Śliwa
- Piotr Siejka – jako generał Bolo Waligóra
- Mieczysław Morański – jako psychoanalityk (gościnnie)
- Włodzimierz Osiński – jako myśliwy
- Grzegorz Kulikowski – jako myśliwy
- Rafał Gerlach – jako oficer ABW
- Robert Płuszka – jako Wróż
- January Brunov – jako porucznik Klinge, oficer ABW
- Adam Malecki – jako projektant mody na aukcji
- Ryszard Jabłoński – jako realizator tv
- Joanna Kurowska – jako Renata, żona „Ptasiora”
- Dariusz Juzyszyn – jako „Silny”, człowiek „Basiora”
- Józef Mika – jako doktor Kaufman
- Zbigniew Dziduch – jako kapitan Walisiak
- Roman Bugaj
- Janusz Błaszczyk
- Aniceta Raczek-Ochnicka
- Jacek Bereżański
- Mariusz Pudzianowski – jako płatny zabójca (odc. 8)
- Karolina Nowakowska
- Stanisław Penksyk
- Michał Derlicki
- Cezary Krajewski – jako kumpel Ptasiora z celi

## Oglądalność
| Nr odcinka | Data emisji | Oglądalność |
| ---------- | ----------- | ----------- |
| 1.         | 22.02.2004  | 5 585 971   |
| 2.         | 29.02.2004  | 4 782 980   |
| 3.         | 07.03.2004  | 4 680 005   |
| 4.         | 14.03.2004  | brak danych |
| 5.         | 21.03.2004  | 3 931 522   |
| 6.         | 28.03.2004  | 4 693 543   |
| 7.         | 04.04.2004  | 3 832 451   |
| 8.         | 18.04.2004  | 4 318 929   |
| 9.         | 25.04.2004  | 3 954 307   |
| 10.        | 09.05.2004  | 3 826 687   |

## Nominacje
- 2004: TeleEkrany „Tele Tygodnia” i Polsatu (nominacja) w kategorii: polski serial kryminalny i akcji[10]
- 2004: TeleEkrany „Tele Tygodnia” i Polsatu (nominacja) w kategorii: postać męska dla Bogusława Lindy za rolę Ptasiora[10]